# Opération K (Japon)
Pour les articles homonymes, voir Opération K (homonymie).
Campagnes du Pacifique, durant la Seconde Guerre mondiale
Batailles
Batailles et opérations de la guerre du Pacifique

Japon :
- Raid de Doolittle
- Bombardements stratégiques sur le Japon (Tokyo
- Yokosuka
- Kure
- Hiroshima et Nagasaki)
- Raids aériens japonais des îles Mariannes
- Campagne des archipels Ogasawara et Ryūkyū
- Opération Famine
- Bombardements navals alliés sur le Japon
- Baie de Sagami
- Invasion de Sakhaline
- Invasion des îles Kouriles
- Opération Downfall
- Reddition du Japon

Pacifique central :
- Pearl Harbor
- Guam (1941)
- Wake
- Raid sur les îles Gilbert et Marshall
- Opération K
- Midway
- Opération RY
- Campagne des îles Gilbert et Marshall
- Campagne des îles Mariannes et Palaos
- Campagne des archipels Ogasawara et Ryūkyū
- Opération Inmate

Pacifique du sud-ouest :
- Nauru
- Invasion des Philippines (1941-42)
- Invasion des Indes orientales néerlandaises
- Opérations de l'Axe dans les eaux australiennes
- Raids aériens japonais sur l'Australie (1942-43)
- Opération Ke
- Campagne des îles Salomon
- Campagne de Nouvelle-Guinée
- Campagne des Philippines
- Campagne de Bornéo (1945)

Asie du sud-est :
- Invasion de l'Indochine (1940)
- Océan Indien (1940-45)
- Guerre franco-thaïlandaise
- Invasion de la Thaïlande
- Campagne de Malaisie
- Hong Kong
- Singapour
- Campagne de Birmanie
- Opération Kita
- Indochine (1945)
- Détroit de Malacca
- Opération Jurist
- Opération Tiderace
- Opération Zipper
- Bombardements stratégiques (1944-45)

Guerre sino-japonaise
Front d'Europe de l’Ouest
Front d'Europe de l’Est
Bataille de l'Atlantique
Campagnes d'Afrique, du Moyen-Orient et de Méditerranée
Théâtre américain
L'opération K (K作戦, Kē-sakusen) est une suite d'opérations effectuées en mars et mai 1942 par la Marine impériale japonaise après l'attaque de Pearl Harbor. Initialement, le projet est de bombarder le territoire des États-Unis. Cette opération trop ambitieuse est transformée en bombardement de Pearl Harbor.

## Les attaques demars 1942

### La première attaque

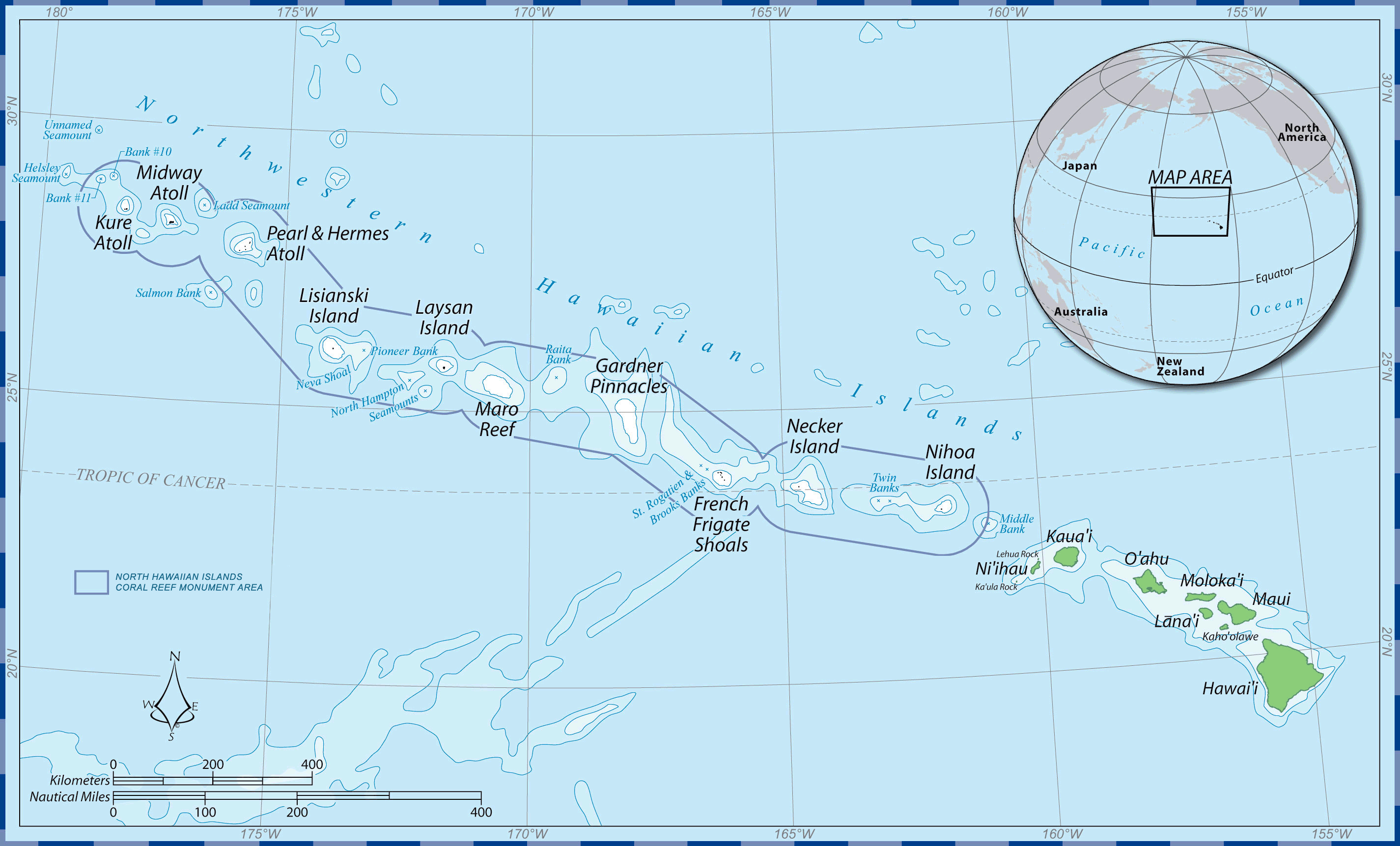
Situation du banc de sable.

L'île d'Oahu.

Le but est d'utiliser le grand rayon d'action de l'hydravion Kawanishi H8K. Deux hydravions sont prévus pour cette mission. Ils seront pilotés par le lieutenant de vaisseau Hashizume Hisao et par l'enseigne Shosuke Sasao.
Quatre sous-marins sont également impliqués :
- Deux sous marins (I-15 et I-26) placés dans le banc de sable de la frégate française, à 900 km de l'objectif seront chargés de ravitailler les avions.
- Un autre (I-19) servira de radiobalise pour guider les hydravions.
- Un dernier (I-23) devra donner la météo des alentours d’Hawaï et récupérer éventuellement des rescapés en cas de problème. Il sera coulé avant d'avoir accompli sa mission.

Les quatre sous-marins partent de Wotje après la mi-février 1942.
Les deux hydravions décollent le 3 mars 1942 à l'aube, chargés de 4 bombes de 250 kg chacun. Ils se ravitaillent en fin de journée puis redécollent vers Oahu.
Vers minuit le 4 mars 1942, les radars américains détectent les deux avions. Des chasseurs P-40 décollent ainsi que des PBY Catalina chargés de torpilles, les Américains craignant la présence de porte-avions d'où les avions pouvaient provenir.
La météo étant très mauvaise, aucune interception n'a lieu et les hydravions ne trouvent pas leur cible. Les bombes tombent près de la Roosevelt High School avec quelques vitres endommagées.

### La deuxième attaque
Après le retour des hydravions, une deuxième attaque est planifiée le 6 ou 7 mars. Elle a finalement lieu le 10 mars afin de réparer un des deux hydravions et de laisser l'équipage se reposer. L'hydravion de Hashizume Hisao est abattu par le capitaine James L Neefus. Il est alors confondu avec un hydravion Kawanishi H6K.

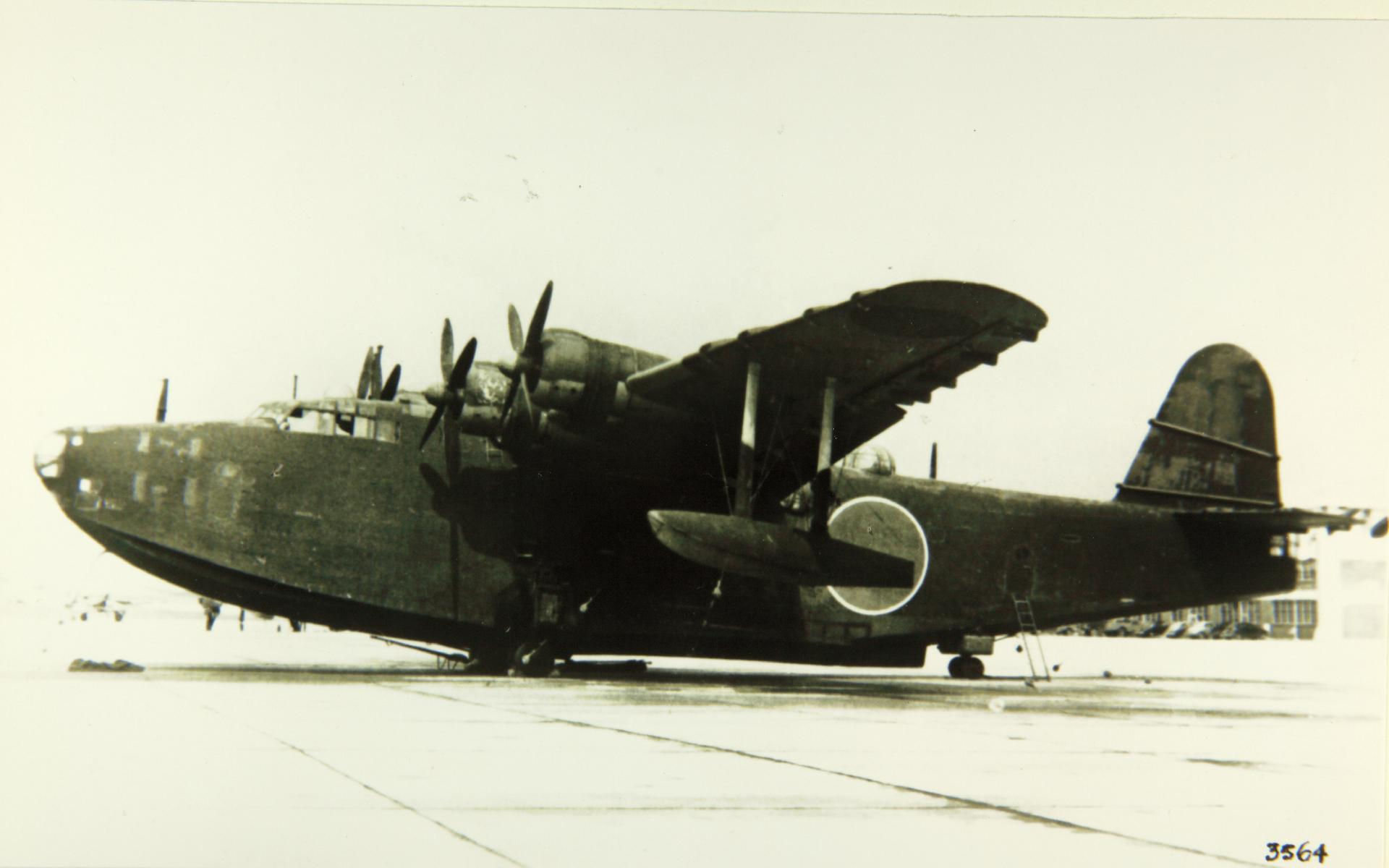
Hydravion lourd japonais Kawanishi H8K mis en service en 1941.

## Le vol de reconnaissance demai 1942
Un deuxième vol est prévu en prélude de la bataille de Midway. Il est chargé d'effectuer une reconnaissance dans le port de Pearl Harbor. Le sous-marin I-123 se présente sur le banc de sable mais un destroyer, le USS Thornton (en), est déjà présent. Le code japonais a été déchiffré et le navire est en patrouille préventive. Le sous-marin attend pendant 24 h puis renonce.